# Samur (vattendrag i Azerbajdzjan, lat 41,89, long 48,54)
Samur (ryska: Самур) är ett vattendrag i Azerbajdzjan. Det ligger i den nordöstra delen av landet, 200 km nordväst om huvudstaden Baku.
I omgivningarna runt Samur växer i huvudsak lövfällande lövskog.